# 三洞乡 (桂东县)
原属湖南省桂东县下辖乡，2012年5月撤销
。原三洞乡与黄洞乡、城关镇成建制合并设立沤江镇。

## 历史沿革
三洞乡驻地为三个自然村，一村为一洞（方言），得名“三洞”。三洞原属宜城乡所辖，1949年属第一区山洞乡，1958年属沤城公社所辖，1962年自沤城公社析设和平公社，1982年改为三洞公社，1984年改为三洞乡，全乡总面积59.6平方公里。三洞乡撤销前行政区划代码431027203，下辖网形村、三洞村、禾坪村、竹坑村、高龙村、坪水村共计5个行政村。